# Stanisław Ochab
Stanisław Emil Ochab (ur. 25 kwietnia 1909 w Krakowie, zm. 3 września 1996 w Warszawie) – polski polityk okresu PRL, wieloletni wiceminister (1951–1969) oraz poseł na Sejm V kadencji (1969–1972).

## Życiorys
Syn Józefa (urzędnika) i Marii z domu Muller (robotnicy rolnej), brat Edwarda Ochaba. Po ukończeniu szkoły średniej w rodzinnym Krakowie studiował chemię na Uniwersytecie Jagiellońskim. Pracował jako naczelnik wydziału przemysłu w Krakowskim Urzędzie Wojewódzkim, dyrektor naczelny Centralnego Zarządu Przemysłu Skórzanego w Łodzi. Po 1945 został wiceprzewodniczącym Wojewódzkiej Rady Narodowej w Krakowie, w 1951 (od 1 lutego do 14 marca) był jej przewodniczącym.
W 1945 przystąpił do Stronnictwa Demokratycznego, w 1946 był skarbnikiem partii w okręgu krakowskim. Był członkiem Rady Naczelnej, Centralnego Komitetu oraz w latach 1954–1973 prezydium CK. W 1951 otrzymał nominację na stanowisko wiceministra handlu wewnętrznego w rządzie Józefa Cyrankiewicza. Później był wiceministrem przemysłu rolnego i spożywczego (1954–1956), przemysłu spożywczego (1956–1957) oraz przemysłu spożywczego i skupu (1957–1969). Od 1969 do 1972 sprawował mandat posła na Sejm PRL V kadencji wybranego w okręgu Łódź-Śródmieście. Był również przewodniczącym rady Nadzorczej Wydawnictwa „Epoka”. Od 1958 był członkiem Zarządu Głównego Towarzystwa Przyjaźni Polsko-Chińskiej.
Pochowany na cmentarzu Podgórskim (kwatera VIII-płn-8).

## Ordery i odznaczenia
- Order Sztandaru Pracy I klasy (1969)[4]
- Krzyż Komandorski z Gwiazdą Orderu Odrodzenia Polski[5]
- Złoty Krzyż Zasługi (25 czerwca 1946)[6]
- Złota Odznaka „Za Pracę Społeczną dla m. Krakowa” (6 listopada 1963)[7]
- Odznaka „Budowniczy Nowej Huty” (dwukrotnie: 30 marca 1960[8], 6 listopada 1963[9])

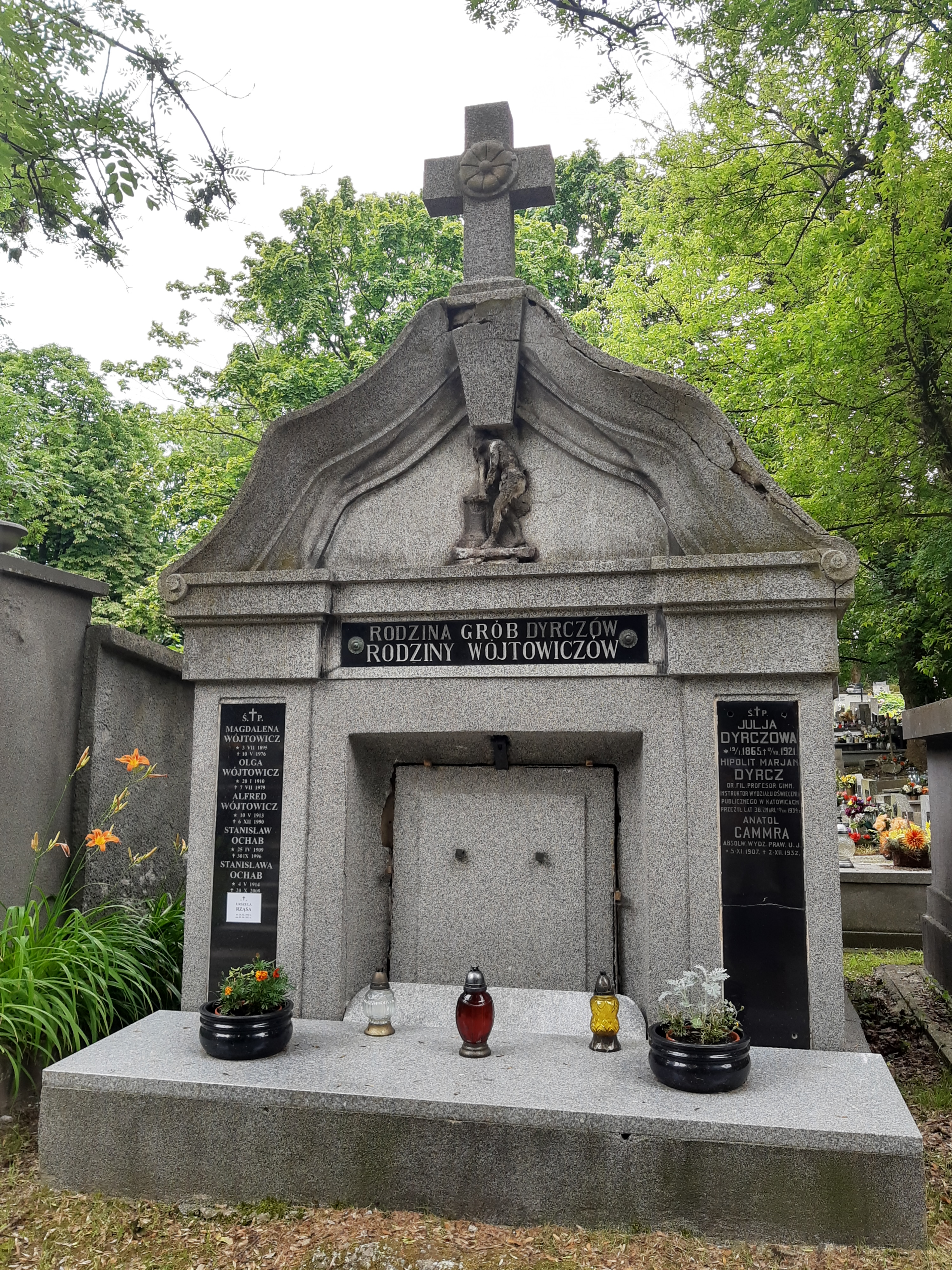
Grób Stanisława Ochaba na cmentarzu Podgórskim w Krakowie